# Pedestal (canção de Aiko)
"Pedestal" é uma canção da cantora checa Aiko que irá representou a Chéquia no Festival Eurovisão da Canção 2024, após vencer a final nacional ESCZ.
A canção é da autoria de Alena Shirmanova-Kostebelova e de Steven Ansell e é, de acordo com os autores, "um hino de empoderamento e amor próprio, enfatiza a determinação de priorizar a independência. Destaca a importância de se colocar em primeiro lugar diante da adversidade e de quaisquer relacionamentos tóxicos."
A canção atuou na 2ª semifinal, mas não foi apurada para a final.